# 仁壽 (日本)
仁壽（851年6月1日－854年12月23日）是日本的年號之一，指的是嘉祥之後、齊衡之前。此時的天皇是平安時代之文德天皇。

## 改元
- 嘉祥四年四月廿八（851年6月1日） 改元。
- 仁壽四年十一月三十（854年12月23日） 改元齊衡。

## 出處
《文德天皇實錄》夏四月庚午條：「詔曰:『……去年即位之初，頻得白龜及甘露之瑞……宜顧靈應於徃時，變年紀於今日。孫氏瑞應圖雲:『甘露降於草木，食之令人壽。』其改嘉祥四年，為仁壽元年。』」

## 紀年
| 仁壽 | 元年  | 二年  | 三年  | 四年  |
| ---- | ----- | ----- | ----- | ----- |
| 公元 | 851年 | 852年 | 853年 | 854年 |
| 干支 | 辛未  | 壬申  | 癸酉  | 甲戌  |